# Pierre Tercier
Pierre Tercier (* 5. April 1943 in Freiburg im Üechtland) ist ein Schweizer Rechtswissenschaftler. Er ist Professor an der Universität Freiburg im Üechtland.

## Leben
Tercier studierte von 1962 bis 1966 Rechtswissenschaft an der Universität Freiburg. Nach seinem Doktorat 1971 bei Henri Deschenaux war er an der Universität Genf, dem Max-Planck-Institut für ausländisches und internationales Privatrecht in Hamburg und der University of Cambridge tätig.
1973 erhielt er einen Ruf an den Lehrstuhl für Obligationenrecht der Universität Freiburg. Von 1987 bis 1989 war er Dekan der Rechtswissenschaftlichen Fakultät der Universität Freiburg. 
Er lehrt seit Anfang der 1990er Jahre zudem an der Universität Paris II (Panthéon-Assas) Vergleichendes Recht für Handel und Schiedsverfahren in Frankreich, Deutschland und der Schweiz.  An der Hochschule hat er den Studiengang „Maîtrises intégrées Fribourg / Paris II“ ins Leben gerufen, der mit einem Dual Degree – je einem französischen und einem schweizerischen Master – endet. Für sein Engagement wurde er 2004 mit der Ehrendoktorwürde der Universität Paris II ausgezeichnet.
Pierre Tercier lehrte unter anderem als Gastprofessor an der Columbia University (New York) und der Universität Turin. Seit 1988 lehrt er als ständiger Gastprofessor Baurecht an der École polytechnique fédérale de Lausanne.
Er engagierte sich in Positionen als Präsident der Schweizer Wettbewerbskommission und als Präsident des internationalen Schiedsgerichtshofs der Internationalen Handelskammer (ICC).